# NGC 6593
NGC 6593 ist eine elliptische Galaxie vom Hubble-Typ E/S0 im Sternbild Herkules am Nordsternhimmel. Sie ist schätzungsweise 226 Millionen Lichtjahre von der Milchstraße entfernt und hat einen Durchmesser von etwa 50.000 Lichtjahren.
Das Objekt wurde am 10. Juni 1864 vom deutschen Astronomen Albert Marth entdeckt.